# Marion, Illinois
Marion är en stad (city) i Johnson County, och  Williamson County, i delstaten Illinois, USA. Enligt United States Census Bureau har staden en folkmängd på 17 260 invånare (2011) och en landarea på 41,4 km². Marion är huvudort i Williamson County.

## Kända personer från Marion
- Edward E. Denison, politiker